# Rocquencourt (Yvelines)
Rocquencourt is een plaats en voormalige gemeente in het Franse departement Yvelines (regio Île-de-France) en telt 3218 inwoners (1999). De plaats maakt deel uit van het arrondissement Versailles. Rocquencourt is op 1 januari 2019 gefuseerd met de gemeente Le Chesnay tot de gemeente Le Chesnay-Rocquencourt. 
In het voormalige Europese hoofdkwartier van de NAVO is het onderzoeksinstituut Inria gevestigd. Verder bevindt zich te Rocquencourt het Arboretum de Chèvreloup van het Muséum national d'histoire naturelle.

## Geografie
De oppervlakte van Rocquencourt bedraagt 2,8 km², de bevolkingsdichtheid is 1149,3 inwoners per km².
De onderstaande kaart toont de ligging van Rocquencourt (Yvelines) met de belangrijkste infrastructuur en aangrenzende gemeenten.

## Demografie
Onderstaande figuur toont het verloop van het inwonertal (bron: INSEE-tellingen).